# Johann Friedrich Klöffler
Johann Friedrich Klöffler est un compositeur et flûtiste allemand, né à Cassel le 20 avril 1725 et mort à Burgsteinfurt le 21 février 1790.

## Biographie
Il est le fils de Johann Caspar, un magistrat d'école. Il est Kapellmeister pour le compte de Steinfurt.

## Œuvres
Ses compositions incluent concerti et sonates pour flûte, ainsi que 18 symphonies dont une en ré majeur a été, par le passé, attribuée à Joseph Haydn. Il était un des premiers compositeurs à écrire de la musique pour deux orchestres, comme Mozart).